# Slæde
En slæde, trækslæde eller kane er et transportmiddel på meder i stedet for hjul. Den bliver brugt til transport over sne- og isflader med lav friktion.
Der findes mange varianter af slæder. En grønlandsk hundeslæde kan transportere store mængder mad og udstyr. Samtidigt har den plads til, at en person kan stå bag på slæden og hjælpe med fremdriften.
En slæde kan også være hestetrukken. Denne form blev tidligere brugt på landet.
Slæden kan have form som en trækslæde eller bobslæde, der er beregnet til at køre ned ad mindre bakker og er velegnet til at trække mindre børn.
En særlig version af slæden er en kælk. Den bliver brugt til at kælke ned ad bakker dækket af sne eller is. Kælken får fart som følge af hældningen, gravitationen, efter en initiel acceleration typisk med benene.